# Teresa od Jezusa z Andów
Teresa od Jezusa z Andów, Juana Fernandez Solar (ur. 13 lipca 1900 w Santiago, zm. 12 kwietnia 1920 Los Andes) – chilijska zakonnica, karmelitanka bosa (OCD), dziewica, pierwsza chilijska święta Kościoła katolickiego.

## Życiorys
Ochrzczona 15 lipca 1900 roku, bierzmowanie przyjęła 22 października 1909, a pierwszą Komunię św. 11 września 1910 roku. Do klasztoru karmelitanek bosych w Los Andes wstąpiła dziewięć lat później 7 maja 1919 roku i tam przyjęła imię Teresa od Jezusa. Nowicjat rozpoczęła w następnym roku 14 października. Cztery dni po wykryciu tyfusu, 6 kwietnia 1920 roku złożyła śluby zakonne in articulo mortis.

Maksymą świętej było 

Poświęcić życie za grzeszny świat.

Beatyfikował Teresę od Jezusa z Andów w Santiago papież Jan Paweł II 3 kwietnia 1987, a kanonizował w bazylice św. Piotra na Watykanie 21 marca 1993 roku.
Miejscem jej kultu jest sanktuarium Auco-Rinconada w Los Andes. Św. Teresa od Jezusa jest pierwszą chilijską świętą.
Jej wspomnienie liturgiczne obchodzone jest powszechnie w rocznicę śmierci (w Zakonie natomiast w rocznicę urodzin 13 lipca).